# Velimir Cvetić
Velimir Cvetić (23. novembar 1924 — 21. oktobar 2001) bio je srpski i jugoslovenski advokat.

## Biografija
Rođen je 23. novembra 1924. u Jezdini u okolini Čačka u hercegovsčkoj porodici. Godine 1941. otišao je u partizane, a 1943. je ranjen, zarobljen i interniran u logor u Norveškoj. Pre toga je bio zatvoren u logorima Banjica, u Mohaču i u Budimpešti. Iz logora beži i priključuje se Norveškom pokretu otpora u borbi protiv okupatora. Posle rata kao oficir učestvuje u Jugoslovenskoj vojnoj misiji u Nemačkoj. Demobilisan je 1949. godine kao pukovnik. Posedovao je tri fakultetske diplome. Završio je Pravni i Filozofski fakultet u Beogradu, istoriju, a kasnije i filozofiju. Posle studija kratko je radio kao zamenik direktora fabrike mermera u Aranđelovcu. Godine 1956. postao je advokat u sopstvenoj advokatskoj kancelariji u Beogradu, u Svetozara Markovića 43, a 1989. predsednik Socijaldemokratske partije Jugoslavije. Bio je jedan od organizatora prvog mitinga opozicije na Trgu Republike 13. juna 1990. uz Vuka Draškovića, Veljka Guberinu i Dragoljuba Mićunovića. Bio je kandidat za predsednika Republike Srbije na izborima 1990. godine. Nosilac je Partizanske spomenice 1941.

## Poznati slučajevi
Kao advokat je bio branilac u oko 7000 slučajeva "saobraćajki" i u više od 100 tzv. teških "policijskih procesa" i "političkih slučajeva".
Bio je zastupnik Đorđa Martinovića, stradalnika sa Kosova i Metohije u sporu protiv države Jugoslavije (od 1985), slučaja koji je pokrenuo veliki egzodus Srba sa KiM i pukovnika Radomira Vukovića (u procesu započetom 1974. godine).
Bio je jedan od branilaca u „Tuzlanskom procesu“ (suđenje slikaru i pesniku Obrenu Joviću, lekaru Bogdanu Antiću i stomatologu Jovanu Nikoliću zbog neprijateljske propagande i vređanja lika i dela Josipa Broza Tita). Branio je novinarku Ranku Čičak koja je osuđena na dve i po godine zatvora zbog uvrede Josipa Broza Tita. Bio je zastupnik novinara Dragoljuba Golubovića Pižona u procesu protiv književnika Danila Kiša kao i advokat pobunjenih Srba na Kosmetu od 1986. godine.
Čuvena je i njegova odbrana glumca Pavla Vuisića iz 1963, koji je najpre bio osuđen na četiri godine zatvora zbog saobraćajne nesreće u kojoj je poginuo njegov saputnik. Međutim, posle odbrane advokata Velimira Cvetića, Vrhovni sud utvrđuje da je šoferšajbnu Vuisićevog „fiće” razbio kamen odbačen sa druma zadnjim točkovima kamiona koji je išao ispred, zbog čega je glumac izgubio kontrolu nad volanom pa je doneta oslobađajuća presuda. Ova odbrana je svrstana u jednu od 10 najboljih odbrana u istoriji jugoslovenske i srpske advokature prema knjizi „Velike advokatske odbrane“ Olivera Injca.